# Morgane Métraux
Morgane Métraux (* 18. März 1997 in Lausanne) ist eine Schweizer Profigolferin. Sie spielt auf der LPGA Tour und auf der Ladies European Tour (LET). Ihre ältere Schwester Kim Métraux ist ebenfalls Profigolferin.

## Amateurkarriere
Métraux begann im Alter von zehn Jahren mit dem Golfsport. Als 15-Jährige spielte sie 2012 bei der Junior Open Championship ihr erstes internationales Turnier, schaffte den Cut und wurde bald darauf in die Schweizer Nationalmannschaft berufen. Sie vertrat die Schweiz bei der Team-Europameisterschaft der Mädchen 2013 und bei drei Team-Europameisterschaften der Damen, wobei sie 2014 die Bronze- und 2015 die Silbermedaille gewann. Zusammen mit ihrer Schwester nahm sie an zwei Ausgaben der Espirito Santo Trophy teil, wobei das Team 2016 hinter Südkorea die Silbermedaille errang. Ebenso gehörte sie bei der Vagliano Trophy in Bologna dem siegreichen Team Kontinentaleuropas an.
Als Einzelspielerin wurde Métraux 2013 Zweite bei der Austrian International Amateur und gewann 2015 die Swiss International Championship. Sie nahm an vier European Ladies Amateur Championships teil und belegte 2017 und 2016 den dritten bzw. vierten Platz, wobei sie in der zweiten Runde der 2016er-Ausgabe mit 62 (−10) ihr bestes Ergebnis ihrer Karriere erzielte. Ein weiterer Erfolg als Amateurin war die Qualifikation für die U.S. Women’s Open 2017 in Bedminster (New Jersey).
Métraux schloss 2014 das Gymnase Auguste Piccard in Lausanne mit der Matura ab und schrieb sich als 17-Jährige bei der Florida State University ein. Daraufhin spielte sie für das Universitätsteam Florida State Seminoles an amerikanischen College-Meisterschaften. Ihr bestes Ergebnis in der ersten Division der NCAA war 2018 ein fünfter Platz. Im April 2018 machte sie ihren Abschluss im Fach Business Management.

## Profikarriere
Im Mai 2018 schloss sich Métraux der professionellen Symetra Tour an. Im Februar 2019 verletzte sie sich an der Schulter und fiel daraufhin die gesamte Saison aus. 2020 wurde sie in die Ladies European Tour (LET) aufgenommen. Ihren ersten Turniersieg schaffte sie 2021 bei der Island Resort Championship der Symetra Tour, was ihr zugleich die Qualifikation für die Evian Championship einbrachte. Dieser Erfolg ermöglichte es ihr, in der Weltrangliste an ihrer Schwester vorbeizuziehen und sich für die Olympischen Sommerspiele 2020 in Tokio zu qualifizieren. Später entschied sie sich jedoch dazu, auf die Teilnahme zu verzichten und sich auf Evian und die Symetra Tour zu konzentrieren, so dass ihre Schwester Kim an der Seite von Albane Valenzuela die Schweiz vertrat.
Die Entscheidung zahlte sich aus, denn Métraux gehörte am Ende der Saison zu den zehn besten Spielerinnen der Symetra Tour und erhielt für die Saison 2022 die Zulassung zur LPGA Tour. Im Juni 2022 gewann sie das Italian Ladies Open und im Mai 2024 das Jabra Ladies Open.